# (9157) 1983 RB4
(9157) 1983 RB4 là một tiểu hành tinh vành đai chính. Nó được phát hiện bởi Norman G. Thomas ở Anderson Mesa Đài thiên văn Lowell south thuộc Flagstaff, Arizona, ngày 2 tháng 9 năm 1983.